# Сюннерберг, Константин Александрович

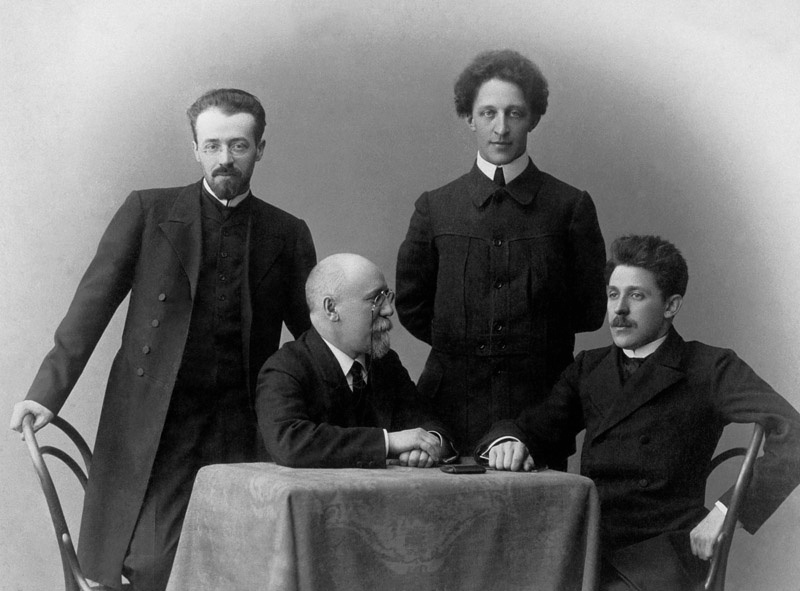
Константин Эрберг, Фёдор Сологуб, Александр Блок, Георгий Чулков. 1908 год

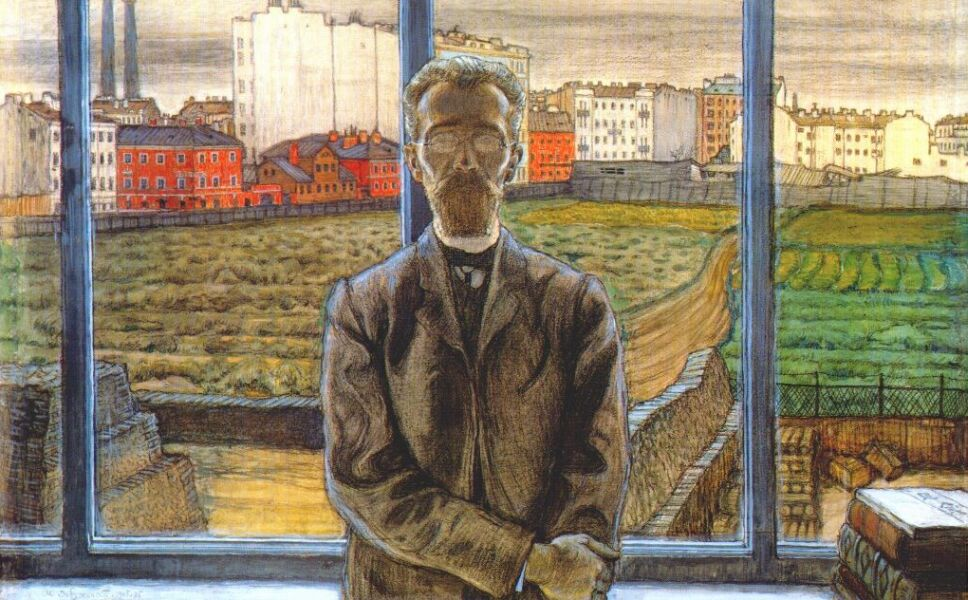
М. В. Добужинский. «Человек в очках». Портрет К. Сюннерберга. 1905

Константин Александрович Сюннерберг (псевдоним Эрберг;  (20 сентября [2 октября] 1871, Орёл, Российская империя — 24 мая 1942, Ленинград, СССР) — русский поэт-символист, философ-идеалист и теоретик искусства. Основатель иннормизма. Из дворянской семьи шведского происхождения.
Окончил Калужскую гимназию и Петербургское училище правоведения. Коллежский советник; делопроизводитель канцелярии министра путей сообщения. Публиковался с 1902 года.
Входил в группу «Мир искусства». Опубликовал сборник стихотворений «Плен» (Петроград: Алконост, 1918; обложка М. Добужинского) и трактат «Цель творчества. Опыты по теории творчества и эстетике» (М., 1913; переиздание Пг.: Алконост, 1919). Один из руководителей Института живого слова (1918—1924). Член Совета и активный участник Вольной философской ассоциации (1919—1924). Оставил также мемуары.
Арестовывался (вместе с Блоком и другими) в феврале 1919 года.
Погиб в блокаду Ленинграда. Место жительства: Кировский пр., дом 55, квартира 34 (39).

## Издания
- К. Эрберг. Плен. Цель творчества. — Томск: Водолей, 1997. — ISBN 5-7137-044-5